# スウィート・トロント
『スウィート・トロント』（Sweet Toronto）は、1971年に公開されたジョン・レノン率いるプラスティック・オノ・バンドのライヴ映像作品である。1969年9月13日、カナダのトロントで開催された『トロント・ロックンロール・リバイバル』に出演した模様を収録した。監督はD・A・ペネベイカー。

## 解説
1969年9月13日、カナダのトロント大学のバーシティ・スタジアムで歴史的な屋外ロックンロール・リバイバル・コンサートである『トロント・ロックンロール・リバイバル』が開催された。このコンサートにはボ・ディドリー、ジェリー・リー・ルイス、チャック・ベリー、リトル・リチャードらの大物が次々と出演して、12時間にも及ぶイベントになった。
夕方頃にプラスティック・オノ・バンドが出演。メンバーはレノン（ギター、ヴォーカル）、オノ・ヨーコ（ヴォーカル）、エリック・クラプトン（エレクトリック・ギター）、クラウス・フォアマン（ベース）、アラン・ホワイト（ドラム）。この日がデビュー・ライヴだった。

## 収録曲
※括弧内はアーティスト名
1. イントロダクション〜イマジン[注釈 3]
2. ヘイ・ボ・ディドリー（英語版） （ボ・ディドリー）
3. ハウンド・ドッグ （ジェリー・リー・ルイス）
4. ジョニー・B.グッド （チャック・ベリー）
5. ルシール（リトル・リチャード）
6. ブルー・スウェード・シューズ （プラスティック・オノ・バンド）
7. マネー（プラスティック・オノ・バンド）
8. ディジー・ミス・リジー（プラスティック・オノ・バンド）
9. ヤー・ブルース（プラスティック・オノ・バンド）
10. コールド・ターキー（プラスティック・オノ・バンド）
11. 平和を我等に（プラスティック・オノ・バンド）
12. 京子ちゃん心配しないで（ドント・ウォリー・キョーコ）（英語版） （プラスティック・オノ・バンド）
13. ジョン・ジョン（プラスティック・オノ・バンド）

## 日本版
※2007年12月5日コロムビアミュージックエンタテインメントからリマスター盤としてDVD『スウィート・トロント〜プラスティック・オノ・バンドfeat.エリック・クラプトン』が発売された。
| タイトル | レーベル                                 | 規格 | カタログ番号 | リリース日     |                               |
| --- | ---------------------------------------- | ---- | ------------ | -------------- | ----------------------------- |
| ジョン・レノン /スウィート・トロント THE ROCK AND ROLL REVIVAL FESTIVAL 1969                                   | アスミック                               | VHS  | A48H-397     | 1989年7月8日   |                               |
| ジョン・レノン /スウィート・トロント THE ROCK AND ROLL REVIVAL FESTIVAL 1969                                   | アスミック                               | LD   | SM048-5607   | 1989年7月8日   |                               |
| ジョン・レノン /スウィート・トロント 〜プラスティック・オノ・バンド・フィーチャリング・エリック・クラプトン    | ビデオアーツ・ジャパン                   | VHS  | VAVJ-418     | 1994年12月19日 |                               |
| ジョン・レノン /スウィート・トロント 〜プラスティック・オノ・バンド・フィーチャリング・エリック・クラプトン    | ビデオアーツ・ジャパン                   | LD   | VALJ-3418    | 1994年12月19日 |                               |
| ジョン・レノン /スウィート・トロント 〜プラスティック・オノ・バンド・フィーチャリング・エリック・クラプトン    | 日本コロムビア                           | DVD  | COBY-90010   | 1998年4月21日  |                               |
| ジョン・レノン /スウィート・トロント 〜プラスティック・オノ・バンド・フィーチャリング・エリック・クラプトン    | コロムビアミュージックエンタテインメント | DVD  | COBY-91020   | 2002年12月11日 |                               |
| ジョン・レノン /スウィート・トロント 〜プラスティック・オノ・バンド feat.エリック・クラプトン 【リマスター版】 | コロムビアミュージックエンタテインメント | DVD  | COBY-91370   | 2007年12月5日  | 初回限定仕様:スリーブケース付 |